# Der Schatten erhebt sich
Der Schatten erhebt sich ist der vierte von vierzehn Romanen (in der deutschen Erstausgabe sind es 37) in der High-Fantasy-Saga Das Rad der Zeit des US-amerikanischen Autors  Robert Jordan. Er wurde erstmals 1992 als The Shadow Rising veröffentlicht. Auf Deutsch ist der Roman in drei Teilen, Schattensaat, Die Heimkehr und Der Sturm bricht los, in der Übersetzung durch Uwe Luserke 1994 und 1995 bei Heyne erschienen. Eine Gesamtübersetzung unter dem Titel Der Schatten erhebt sich erschien 2008 bei Piper.

## Handlung
Rand al'Thor hat gerade das Kristallschwert Callandor beansprucht, um sich als Wiedergeborener Drache zu beweisen. Er wird von Lanfear angesprochen, die ihm von den Plänen der Verlorenen erzählt. Die als Stein von Tear bekannte Festung wird jedoch von Trollocs und Blassen gestürmt, die von Sammael, einem weiteren Verlorenen, geschickt werden, während Semirhage, Anhänger in den Stein schickt, um Sammaels Kräften entgegenzutreten. Zur Verteidigung benutzt Rand Callandor, um einen Blitz-Sturm zu erzeugen, der alle Trollocs und Blasse tötet.
Rand beschließt dann, dass er in die Aiel-Wüste reisen muss, um als der prophezeite Anführer der Aiel anerkannt zu werden. Vor ihrer Abreise besuchen Rand, Mat Cauthon und Moiraine Damodred ein ter'angreal, wo sie mit Wesen einer mysteriösen schlangenähnlichen Rasse namens Aelfinn sprechen, die scheinbar auf jede Frage die Antwort weiß. Mat erfährt von ihnen, dass er nach Rhuidean gehen oder sterben muss und dass er dazu bestimmt ist, jemanden namens „Tuon, die Tochter der Neun Monde“ zu heiraten. Egwene al'Vere und die Aiel Aviendha werden ebenfalls in die Aiel-Wüste gerufen, Egwene um eine Traumgängerin zu werden und Aviendha, um eine Weise zu werden. So reisen Rand, Mat, Moiraine, Egwene und Aviendha gemeinsam in die Aiel-Wüste.
Andere Charaktere im Stein von Tear erfahren, dass sie woanders hinreisen müssen. Perrin Aybara hört von Problemen in den zwei Flüssen, seiner Heimatregion, und kehrt dorthin zurück, begleitet von Faile Bashere und Loial. Elayne Trakand, Nynaeve al'Meara und Thom Merrilin gehen nach Tarabon, um die Schwarze Ajah zu jagen. Schließlich kommt Min Farshaw in Tar Valon an, um dem Amyrlin-Sitz Siuan Sanche Bericht zu erstatten. Somit folgt Der Schatten erhebt sich vier Gruppen von Charakteren in vier Handlungssträngen.

### Aiel-Wüste
Rand teleportiert Mat, Egwene, Moiraine und die Aiel vom Stein von Tear in die Aiel-Wüste und wird von Taardad und Shaido Aiel empfangen, zwei der zwölf Aiel-Clans.
Moiraine, Aviendha, Mat und Rand betreten die legendäre, verbotene Stadt der Einöde, Rhuidean; wo jeder ein ter'angreal. betritt.
In seinem ter'angreal durchlebt Rand Teile des Lebens seiner Vorfahren väterlicherseits (vor und nach dem Bruch) und entdeckt, dass die Aiel einst Pazifisten waren, die den Aes Sedai dienten. Das Festhalten an Pazifismus lebt in den Tuatha'an, dem fahrenden Volk, immer noch weiter, während andere, die als 'Jenn Aiel' bekannt sind, eine große Sammlung von angreal, sa'angreal und ter'angreal nach Rhuidean transportierten. Rand kommt aus dem ter'angreal mit den Markierungen des Drachen auf beiden Armen; Beweis, dass er der Car'a'carn ist: der 'Häuptling der Häuptlinge' der Aiel.
Mat betritt Die verdrehten rotsteinernen Türrahmen, diese sind ein Paar von ter'angreal zu Betreten der Welt der Finn (ähnlich dem, das er zuvor in Tear betrat) und sucht nach weiteren Antworten von den „Aelfinn“. Stattdessen trifft Mat auf die fuchsähnlichen „Eelfinn“, die um Geschenke feilschen, anstatt Fragen zu beantworten. Mat verlangt von ihnen unwissentlich mehrere Geschenke: Die Fähigkeit die Alte Sprache zu verstehen und zu sprechen, Erinnerungen an seine eigenen Vorfahren, einen Speer namens Ashandarei und ein Medaillon ter'angreal, das vor der einen Macht schützt. Danach findet Rand Mat am Baum des Lebens (Avendesora in der Alten Sprache) hängend (der Preis für die Geschenke, die er erhalten hat). Nach der Wiederbelebung durch Rand zieht Mat einen schwarzen Schal an, um die Narben um seinen Hals zu verbergen.
Moiraine besucht das dreireihige Ter'angreal, das von den Weisen benutzt wird, und gewinnt begrenztes Wissen über die Zukunft.
Die Weisen beauftragen Aviendha, Rand die Bräuche der Aiel beizubringen, während sie zur Kaltfelsenfestung reisen. Unterwegs treffen sie auf Schattenfreunde und als Händler verkleidete Verlorene. Nach der Ankunft in Al'cair Dal behaupten sowohl Rand al'Thor als auch Couladin von den Shaido Aiel, der Messias 'Er, der mit der Morgenröte kommt' zu sein. Um seine Behauptung zu bestätigen, enthüllt Rand die geheime Geschichte der Aiel während des Zeitalters der Legenden, was jedoch zu einem Aufruhr unter den Aiel führt. Rand verhindert einen Aufstand, indem er die Eine Macht einsetzt und einen Regensturm in der Aiel-Wüste beschwört. Der Verlorene Asmodean nutzt die momentanen Kämpfe zwischen den Aiel als Tarnung, um nach den ter'angreal-Zugangsschlüsseln zum Choedan Kal (dem mächtigsten sa'angreal aller Zeiten) zu suchen.
Rand verfolgt Asmodean nach Rhuidean, wo beide gleichzeitig den Zugangsschlüssel ergreifen. Der plötzliche Stromanstieg ermöglicht es Rand, Asmodeans Verbindung zum Dunklen zu trennen (was Asmodean als Verräter für den Rest der Verlorenen markiert). Asmodean gibt widerwillig nach, Rand beizubringen, wie man die Eine Macht kanalisiert. Lanfear schließt Asmodean von seinem eigenen Zugang zur Einen Macht aus. Rand kehrt nach Al'cair Dal zurück und stellt fest, dass die meisten Aiel ihn jetzt als Car'a'carn anerkennen.

### Die Zwei Flüsse
Padan Fain treibt die Kinder des Lichts zu den zwei Flüssen, um Rache an Rand zu üben.
Perrins Heimkehr wird von einer Tragödie überschattet, als er erfährt, dass Trollocs seine Familie getötet haben. Perrin sammelt neue Verbündete; Verin Mathwin, Alanna Mosvani, Aes Sedai auf der Suche nach potentiellen Schülern und der Tuatha'an Aram (der den Pazifismus seines Volkes aufgegeben hat), um die Trollocs zu bekämpfen.
Mit Hilfe von Tam al'Thor (Rands Adoptivvater) und Abell Cauthon (Mats Vater) rekrutiert Perrin das Volk der Zwei Flüsse, um für sich selbst zu kämpfen. Perrin führt die Zwei Flüsse gegen die Trollocs an und verdient sich den Namenszusatz „Lord Perrin“.
Vor dem Showdown mit den Trollocs heiratet Perrin Faile und beauftragt sie, nach Caemlyn zu reisen und Königin Morgase zu bitten, Soldaten für ihren Kampf zu entsenden.
Die Kinder des Lichts, angeführt von Dain Bornhald, mischen sich ein und verlangen die Verhaftung von Perrin, um ihn wegen der Morde an anderen Weißmänteln vor Gericht zu stellen. Perrin willigt ein, sich selbst zu stellen, wenn die Kinder beim Angriff der Trollocs an der Seite der Zwei Flüsse kämpfen.
Trotz des Verlustes von Perrin werden die Trollocs von den Truppen der Zwei Flüsse besiegt. Die Kinder des Lichts brachen ihre Vereinbarung (und setzten den Kampf mit den Trollocs aus).
Fain macht sich auf den Weg zur Weißen Burg.

### Tanchico in Tarabon
Nynaeve und Elayne werden zusammen mit Thom Merrilin und Juilin Sandar vom Meerleute nach Tanchico gebracht, die ihre eigenen Prophezeiungen über Rand enthüllen.
Sie treffen Bayle Domon und der Seanchanerin Egeanin und treffen Moghedien und die Schwarze Ajah. Sie entdecken, dass das Ziel des Feindes ein männlicher a'dam ist, der sich in der Privatsammlung der Panarchin (Regentin) Amathera befindet, mit dem sie Rand kontrollieren wollen.
Nynaeve und Elayne retten Amathera vor der Schwarzen Ajah und nehmen den a'dam und ein Siegel des Gefängnisses des Dunklen aus ihrem Palast.
In diesem Moment greift Moghedien sie an und duelliert sich persönlich mit Nynaeve, wobei sie feststellt, dass sie ungefähr gleich an Macht sind. Nynaeve besiegt Moghedien und schirmt sie ab, aber die Schwarze Ajah sorgt mit einem unheilvollen Ter'angreal für Ablenkung und lässt Moghedien entkommen. Schließlich schicken sie Domon und Egeanin, um den a'dam zu zerstören.

### Die Weiße Burg
Min erstattet der Amyrlin weiterhin Bericht und versucht, keinen Verdacht zu erregen, indem sie die Gestalt von Elmindreda, einer schwindelerregenden Frau mit leerem Kopf, annimmt. Sie findet sich jedoch in einem Coup wieder: Elaida und ihre Unterstützer setzen Siuan und Leane Sharif, ihre Bewahrerin der Chroniken, ab, weil sie Rand heimlich unterstützt haben.
Siuan und Leane werden beide „gedämpft“ (ihre Fähigkeit, die Eine Kraft zu kanalisieren, entfernt) und Elaida wird die nächste Amyrlin.
Min befreit Siuan und Leane und alle drei werden von Gawyn Trakand bei der Flucht unterstützt. Logain Ablar, ein ehemaliger Falscher Drache, der „gedämpft“ wurde, schließt sich ihrer Flucht aus der Weißen Burg an.

## Ausgaben
- The Shadow Rising. Tor, 1992, ISBN 0-312-85431-5.
  - Schattensaat. Heyne, 1994, ISBN 3-453-08001-7.
  - Die Heimkehr. Heyne, 1995, ISBN 3-453-08527-2.
  - Der Sturm bricht los. Heyne, 1995, ISBN 3-453-08541-8.
  - Gesamtübersetzung: Der Schatten erhebt sich. Piper, 2008, ISBN 978-3-492-70084-9.